# 馬蹄啤酒廠

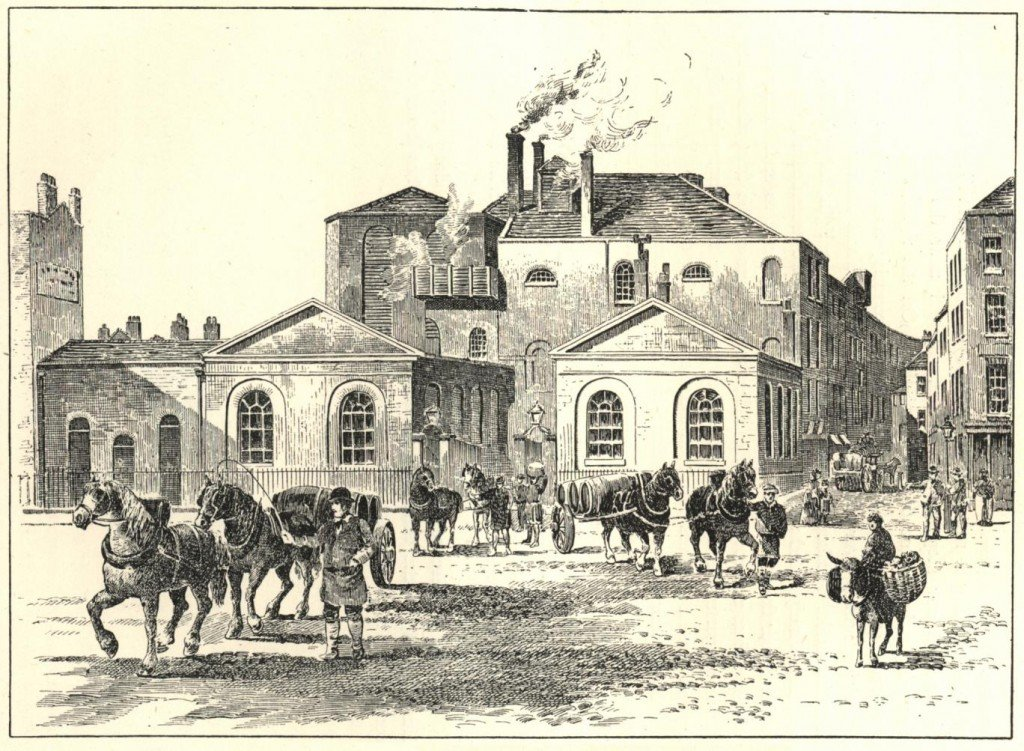
馬蹄啤酒廠，1800年

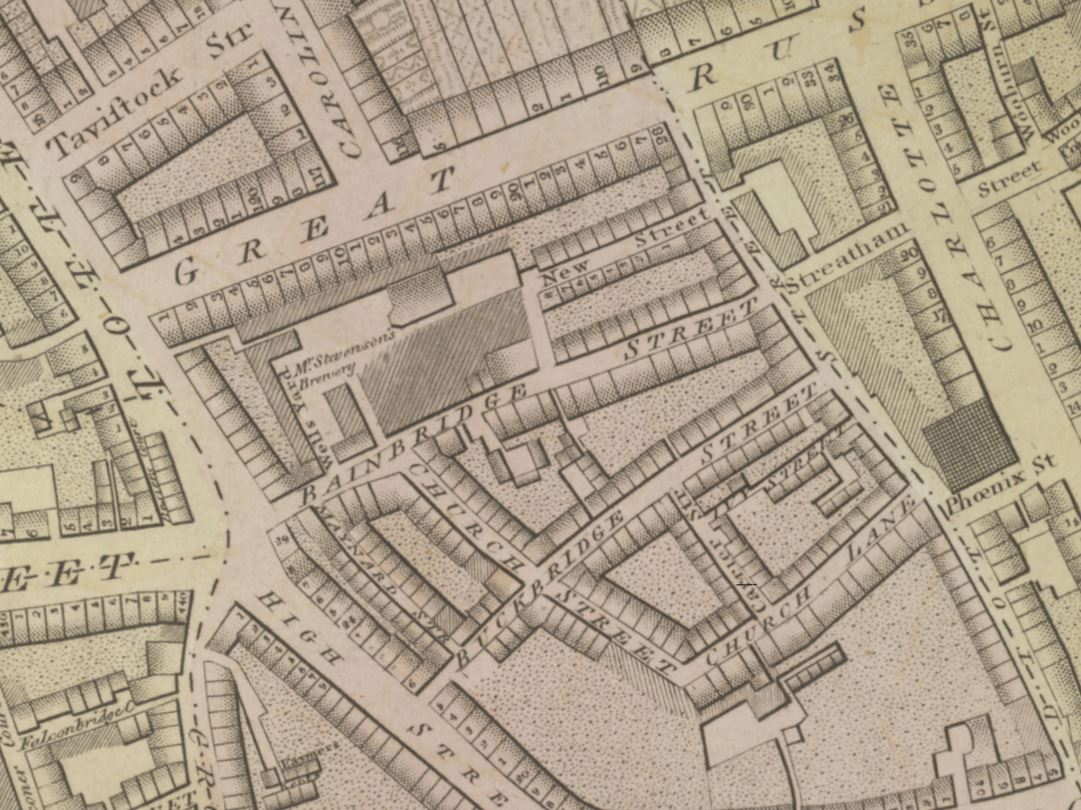
馬蹄啤酒廠（中），位於托登罕宮路和牛津街交匯處

馬蹄啤酒廠（英語：Horse Shoe Brewery）是一家位於西敏市的英國啤酒廠，成立於1764年，位於托登罕宮路和牛津街的交匯處。到1785年，它已歸托馬斯·法塞特（Thomas Fassett）所有。馬蹄啤酒廠從1809年起成為波特啤酒的主要生產商，這裡曾是倫敦啤酒淹災的發生地，當時導致8人死亡。馬蹄啤酒廠於1921年關閉。